# Trofeo Ladino Elite 2019
Il 3° Trofeo Ladino Elite si è svolto nel mese di agosto del 2019.

## Storia
La terza edizione del trofeo ha confermato la collocazione dell'evento come torneo di preparazione precampionato.

## Formula e partecipanti
La formula è stata confermata. Hanno partecipato al torneo le tre compagini dell'area di lingua ladina iscritte al massimo campionato italiano di hockey su ghiaccio ed all'Alps Hockey League:
- Cortina
- Fassa Falcons
- Gherdëina

Il torneo è stato giocato con un girone di andata e ritorno, per complessivi sei incontri.

## Risultati
| 1ª             | giornata          | 2ª                 |
| 12 agosto 2019 |                   | 14 agosto 2019     |
| 4-3 referto    | Fassa - Gherdëina | 5-4 d.t.r. referto |

| 3ª             | giornata        | 5ª             |
| 16 agosto 2019 |                 | 21 agosto 2019 |
| 5-1 referto    | Cortina - Fassa | 2-4 referto    |

| 4ª             | giornata            | 6ª             |
| 19 agosto 2019 |                     | 23 agosto 2019 |
| 1-4 referto    | Gherdëina - Cortina | 1-6 referto    |

## Classifica
| Pos. | Squadra       | Pt | G | V | VOT | POT | P | GF | GS | DR  |
| ---- | ------------- | -- | - | - | --- | --- | - | -- | -- | --- |
| 1.   | Cortina       | 9  | 4 | 3 | 0   | 0   | 1 | 17 | 7  | +10 |
| 2.   | Fassa Falcons | 8  | 4 | 2 | 1   | 0   | 1 | 14 | 14 | 0   |
| 3.   | Gherdëina     | 1  | 4 | 0 | 0   | 1   | 3 | 9  | 19 | -10 |